# Montreal Challenger 1985
Il Montreal Challenger 1985 è stato un torneo di tennis facente parte della categoria ATP Challenger Series nell'ambito dell'ATP Challenger Series 1985. Il torneo si è giocato a Montréal in Canada dal 18 al 24 marzo 1985 su campi in cemento indoor.

## Vincitori

### Singolare
Andy Kohlberg ha battuto in finale  Randy Nixon con il punteggio di 6–2, 2–6, 7–6

### Doppio
Andy Andrews /  Tomm Warneke hanno battuto in finale  Kelly Evernden /  Michael Robertson con il punteggio di 6–3, 7–6